# 生態園区駅

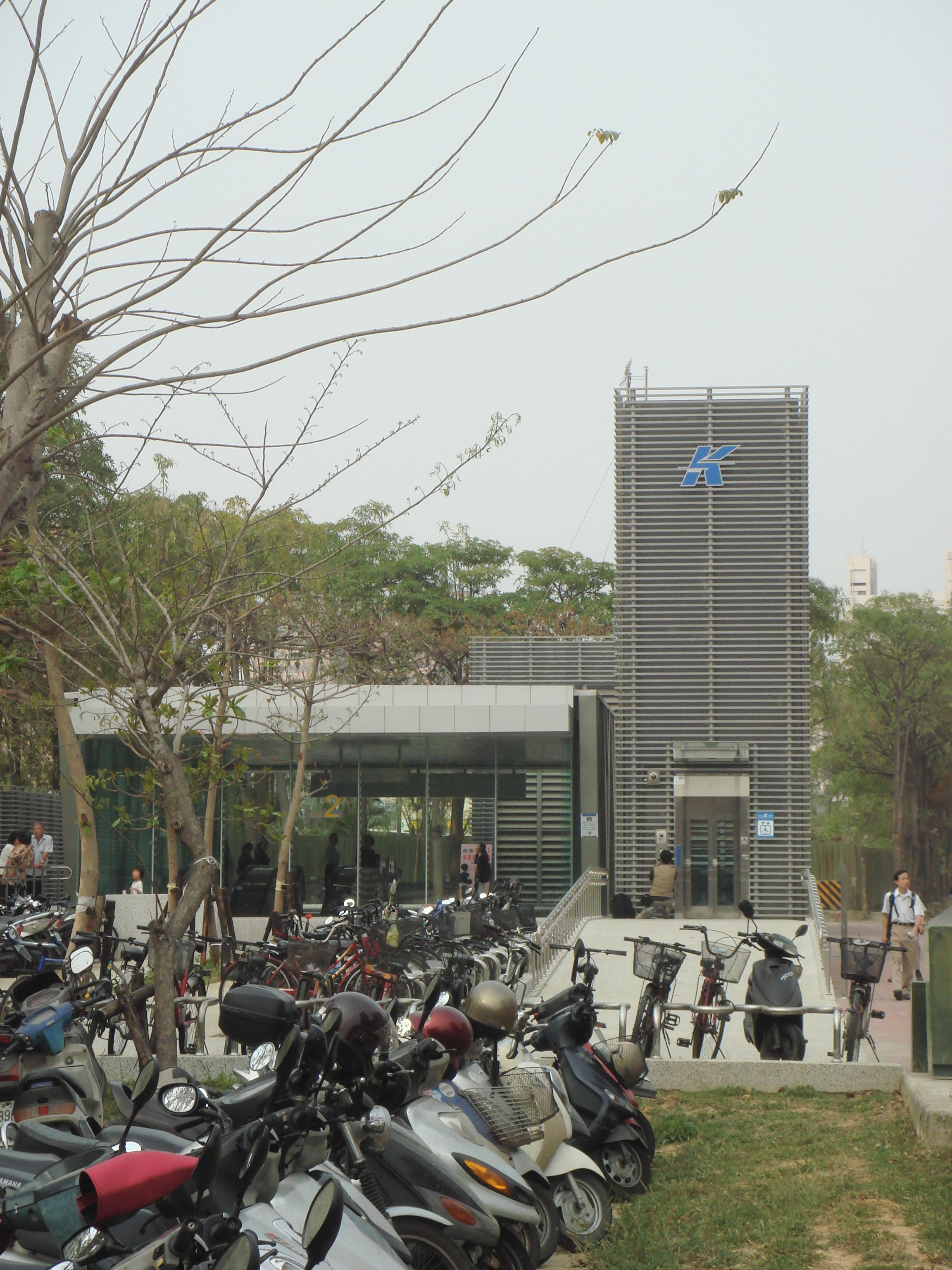
生態園区駅出口2とエレベーター出口

生態園区駅（せいたいえんくえき）は台湾高雄市左営区にある高雄捷運紅線の駅。博愛三路と孟子路の交差点に位置し、駅番号はR15。計画時の名称は植物園駅だったが、2005年7月1日に新聞に現行の名称が発表された。

## 駅構造
- 3層構造でホームドア付き島式ホーム1面2線の地下駅であり、2箇所の出入口がある。

### 駅階層
| 地階    | 出入口                       | 出入口                                        |
| 地下2階 | コンコース階                 | コンコース、案内所、自動券売機、自動改札口    |
| 地下2階 | コンコース階                 | トイレ（駅北側で改札口の外、出口2近く）       |
| 地下3階 | 1番ホーム                    | ←■紅線 高雄車站・小港方面（巨蛋駅）           |
| 地下3階 | 島式ホーム，左側のドアが開く |                                               |
| 地下3階 | 2番ホーム                    | →■紅線 左営／高鉄・岡山駅方面（左営／高鉄駅） |

### 駅出口
出口1は駅南端、出口2は駅北端にあり、出口2にはバリアフリーのエレベーターがある。
- 出口1：博愛三路(南)、文強路
- 出口2：博愛三路(北)、博愛公園、新光国小

## 利用状況
| 年   | 年間      | 年間      | 年間      | 年間     | 1日平均 | 1日平均 |
| 年   | 乗車      | 下車      | 乗下車計  | 出典     | 乗車    | 乗下車  |
| ---- | --------- | --------- | --------- | -------- | ------- | ------- |
| 2008 | 728,706   | 744,551   | 1,473,257 | [ 注 1 ] | 2,709   | 5,477   |
| 2009 | 925,158   | 952,631   | 1,877,789 | [ * 2 ]  | 2,535   | 5,145   |
| 2010 | 957,362   | 1,009,821 | 1,967,183 | [ * 3 ]  | 2,623   | 5,390   |
| 2011 | 1,052,410 | 1,109,186 | 2,161,596 | [ * 4 ]  | 2,883   | 5,922   |
| 2012 | 1,221,709 | 1,272,208 | 2,493,917 | [ * 4 ]  | 3,338   | 6,814   |
| 2013 | 1,316,411 | 1,358,848 | 2,675,259 | [ * 4 ]  | 3,607   | 7,329   |
| 2014 | 1,355,986 | 1,397,402 | 2,753,388 | [ * 4 ]  | 3,715   | 7,544   |
| 2015 | 1,368,569 | 1,419,718 | 2,788,287 | [ * 4 ]  | 3,750   | 7,639   |
| 2016 | 1,401,309 | 1,462,207 | 2,863,516 | [ * 4 ]  | 3,829   | 7,824   |
| 2017 | 1,415,576 | 1,484,725 | 2,900,301 | [ * 4 ]  | 3,878   | 7,946   |
| 2018 | 1,456,959 | 1,523,696 | 2,980,655 | [ * 4 ]  | 3,992   | 8,166   |
| 2019 | 1,465,165 | 1,525,778 | 2,990,943 | [ * 4 ]  | 4,014   | 8,194   |
| 2020 | 1,150,685 | 1,209,985 | 2,360,670 | [ * 4 ]  | 3,144   | 6,450   |

- 統計に関する出典

註釈
1. ↑  3月8日開業後の運営日数は296日だが、統計は有料化開始の4月7日以降269日で算出している[* 1] ）

出典
1. ↑  （繁体字中国語）高雄捷運公司 (2009年1月10日). “高雄都會區大眾捷運系統各站旅運量統計表”.   高雄市政府交通局. p. 頁10. 2019年5月5日閲覧。
2. ↑  （繁体字中国語）“高雄都會區大眾捷運系統各站旅運量統計表 中華民國98年”.   高雄市政府捷運工程局. p. 頁13 (2009年1月10日). 2019年10月27日閲覧。
3. ↑  （繁体字中国語）“高雄都會區大眾捷運系統各站旅運量統計表 中華民國99年”.   高雄市政府捷運工程局. p. 頁13. 2019年10月27日閲覧。
4. ↑  （繁体字中国語）“高雄都會區大眾捷運系統各站旅運量-年 依 年, 捷運站別 與 入出站”.   高雄市政府交通局 (2021年3月12日). 2021年3月12日閲覧。 高雄市統計資訊服務網

## 歴史
- 2008年3月9日 高雄捷運紅線の「橋頭駅〜小港」間が正式に開通した[2]。

## 隣の駅
高雄捷運
■紅線
左営／高鉄駅 - 生態園区駅 - 巨蛋駅